# Диоскуры
Диоску́ры (др.-греч. Διόσκοροι, Διόσκουροι или Διὸς κοῦροι, дословно — «сыновья Зевса») — в древнегреческой и древнеримской мифологиях братья-близнецы Кастор (Κάστωρ «бобр», лат. Castor) и Полидевк (Πολυδεύκης, лат. Pollux [Поллукс]), дети Леды от двоих отцов — Зевса и Тиндарея.
На протяжении своей жизни совершили ряд подвигов. Участвовали в походе аргонавтов, калидонской охоте, возвратили свою похищенную сестру Елену. После смерти в бою Кастора Полидевк взмолился о том, чтобы его воссоединили с братом. В награду за столь искреннюю братскую любовь Зевс поместил образ Диоскуров на небо в созвездие Близнецы.
В Древней Греции братьев считали покровителями путешественников и мореплавателей. Особым почитанием пользовались в своей предполагаемой родине Спарте, где их считали защитниками государства. Культ Диоскуров был принят в Древнем Риме. Здесь их в первую очередь считали олицетворением воинской доблести. Согласно античным верованиям были заступниками сословия всадников эквитов.
Мифологические сюжеты, связанные с Диоскурами, использовали в своём творчестве величайшие художники Ренессанса и Нового времени Леонардо да Винчи, Микеланджело, Рубенс и другие.

## Мифы

### Рождение. Личные качества Диоскуров

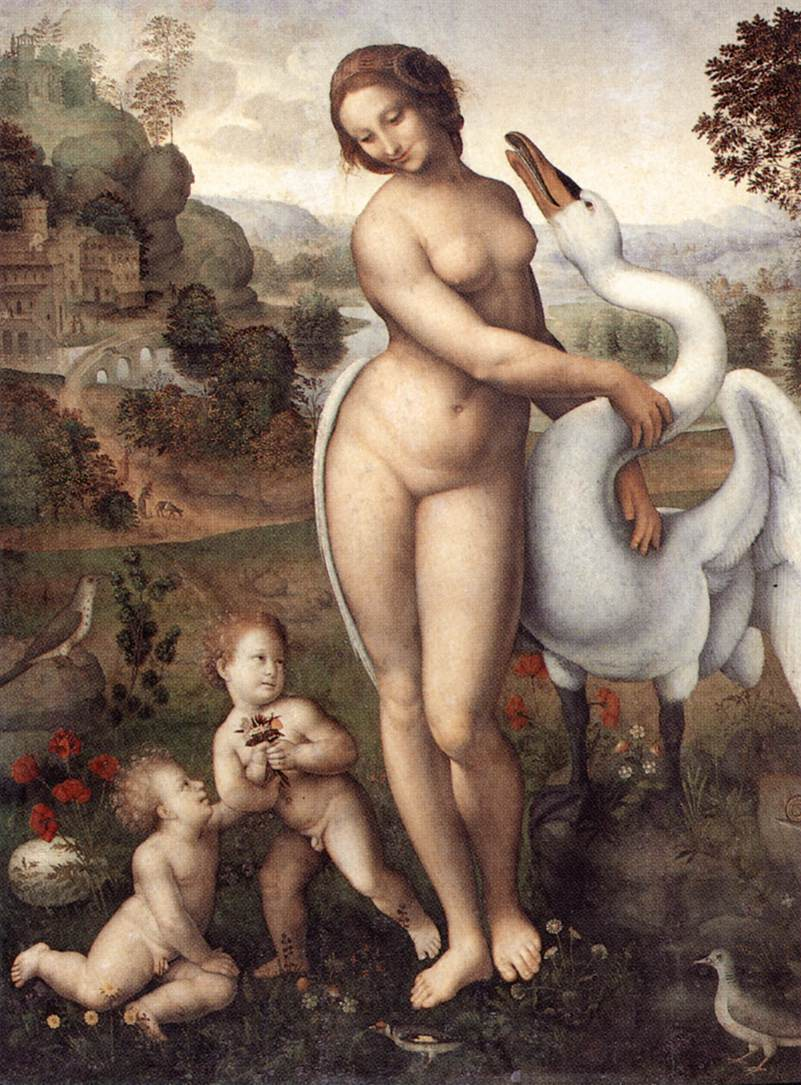
«Леда и лебедь», Леонардо да Винчи. 1510—1515-е годы

Впервые Кастор и Полидевк упомянуты в «Илиаде» Гомера. В «Одиссее» представлены сыновьями спартанского царя Тиндарея и Леды. Согласно другим античным произведениям они дети Зевса. Наиболее распространённой версией мифа о рождении братьев стала история о том, как Зевс, прельщённый красотой Леды, превратился в лебедя и овладел ею. Ночью в покои Леды вошёл и законный супруг Тиндарей. В результате у женщины родилось двое сыновей и двое дочерей (Елена и Клитемнестра). Кастор и Клитемнестра были детьми спартанского царя, в то время как Полидевк и Елена — олимпийского бога. В связи с этим Кастор был смертным, а Полидевк — бессмертным. Забеременев от Зевса в образе лебедя, Леда снесла яйцо, из которого вылупились её дети. Впоследствии, став взрослыми, носили заострённые шапки-пилосы в виде яичной скорлупы.
Неразлучные братья выросли и стали гордостью своей родной Спарты. По преданию их братские чувства были настолько сильны, что они все дела начинали вместе, никогда не споря о первенстве. Кастор стал знаменитым воином, бегуном и непревзойдённым укротителем лошадей, а Полидевк лучшим кулачным бойцом. О воинских навыках Кастора свидетельствует тот факт, что он обучал Геракла сражаться в полном вооружении. Оба они выигрывали призы на Олимпийских играх.

### Подвиги

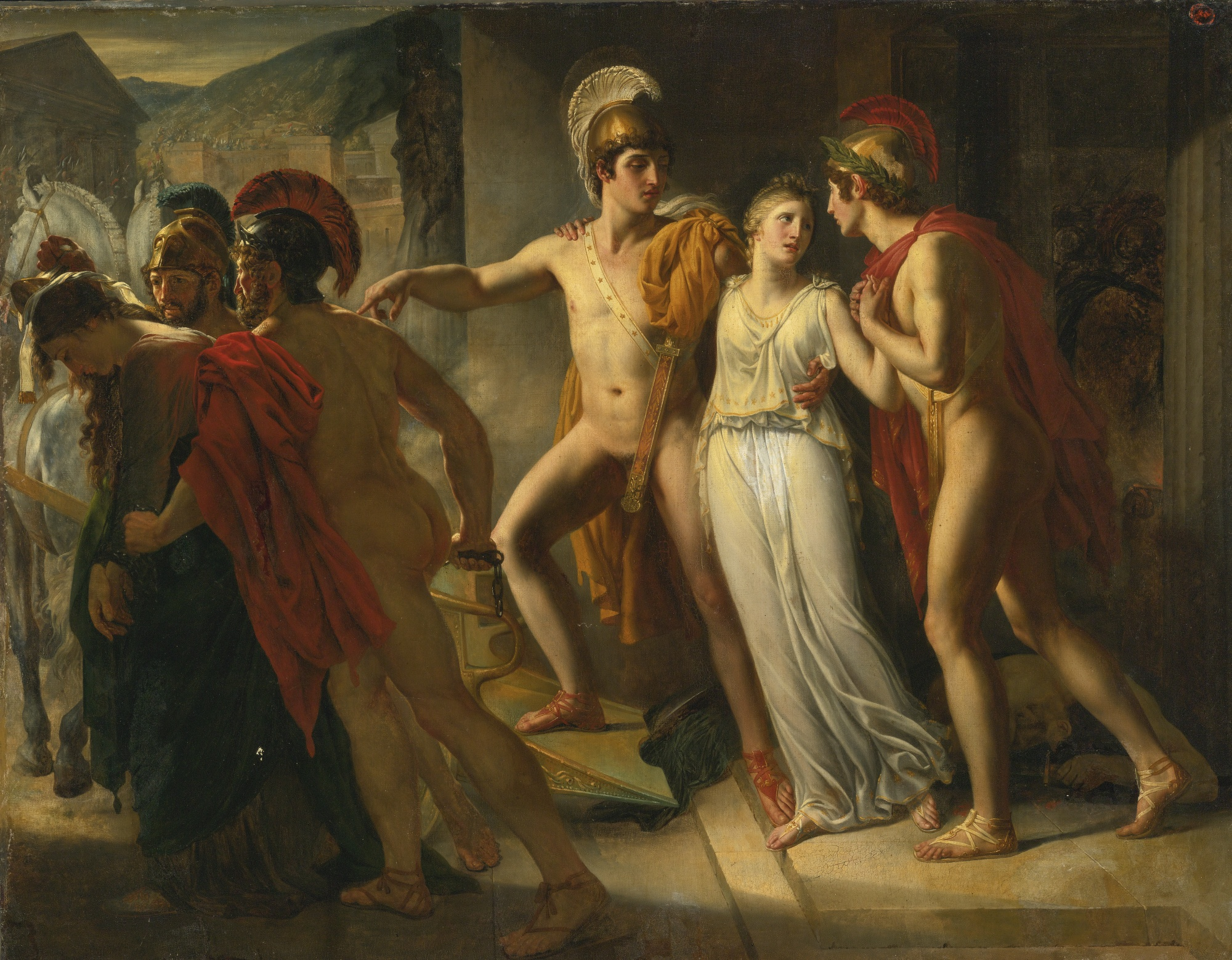
«Кастор и Поллукс освобождают Елену». Жан-Бруно Гасье, 1817

Сестра Кастора и Полидевка Елена отличалась необычайной красотой. Её похитил Тесей. Когда афинский герой находился в Аиде, братья вторглись в Аттику и освободили сестру, заодно взяв в плен мать Тесея Эфру.
Участники калидонской охоты, в числе других самых храбрых воинов Эллады.
Вместе с Гераклом, Ясоном и другими знаковыми персонажами древнегреческой мифологии совершили путешествие в Колхиду на корабле «Арго». Из этого путешествия они, согласно древнегреческим представлениям, привезли в родную Спарту статую Ареса. Во время похода аргонавты сделали остановку в месте обитания племени бебриков. Ими на тот момент правил Амик. Будучи отважным бойцом, местный царь требовал от чужеземцев вступить с ним в кулачный бой. На этот раз ему пришлось сразиться с Полидевком, который, будучи знаменитым кулачным бойцом, и нанёс смертельный удар. Следующий раз проявил своё мастерство на посмертных играх в честь Пелея, где победил в кулачном бою, а его брат Кастор — в беге. Когда корабль попал в бурю, то Орфей взмолился богам о спасении. Шторм утих, а к головам Диоскуров опустились две звезды. Это восприняли как факт спасения корабля благодаря заступничеству благоволящих Диоскурам богов. По возвращении из похода построили храм Афины в лаконском городе Лас.

### Ссора с Афаретидами. Гибель

Питер Пауль Рубенс.«Похищение дочерей Левкиппа» 1617—1618. Старая пинакотека. Мюнхен

Братья Диоскуры похитили у приходившихся им ближайшими родственниками братьев Афаретидов (сыновей Афарея), Идаса и Линкея, их невест Фебу и Гилайеру, которые являлись дочерьми Левкиппа. Диоскуры женились на девушках, которые вскоре родили каждому из них по сыну. Впоследствии, Диоскуры и Афаретиды призабыли о былых обидах, вызванных похищением первыми прежних невест вторых, и вместе устроили набег на Аркадию, угнав оттуда стадо быков. Перед разделом добычи одного из быков разрубили на четыре части и договорились, что первому, кто съест свою четверть, достанется одна половина стада, а следующему за ним достанется оставшийся скот. Идас съел свою часть, когда другие ещё не успели приступить к трапезе. После этого он помог брату. Закончив трапезу, Афаретиды забрали быков и помчались в родную Мессению.
Диоскуры завершили пир, после чего помчались за Афаретидами. Прибыв в Мессению, они заявили её жителям, что Идас и Линкей нарушили договор, так как первыми начали еду и один брат помог другому. Афаретиды в это время совершали жертвоприношение Посейдону. Поэтому Диоскуры забрали не только оспариваемую добычу, но и другой скот, и отправились в Спарту. Предполагая погоню, они устроили по пути засаду. Однако, Линкей вовремя увидел Кастора. Завязалась битва. Различные античные авторы приводят множество расходящихся между собой деталей, но все сходятся в том, что из четырёх воинов в живых остался один Полидевк.
Установив на спартанском ипподроме трофей в честь своей победы, Полидевк взмолился Зевсу, чтобы тот не дал ему пережить брата. Так как Полидевк, как сын Зевса, был бессмертным, а Кастор — смертным, то выживший брат был вознесён на небо. Однако он отказался жить на небесах один без брата. Поэтому Зевс был вынужден разрешить проводить им обоим один день на небе, а другой в Тартаре. В награду за столь искреннюю братскую любовь образ Кастор и Поллукса поместили на небо в созвездие Близнецы.

### Эвгемеристические толкования мифов о Диоскурах
Эвгемеризм представлял собой доктрину, объяснявшую происхождение богов посмертным обожествлением смертных. Данные толкования на официальном уровне считались неподобающими для приличного человека и гражданина, а также кощунственными. Цицерон в трактате «О природе богов» 45 года до н. э. приводит три таких мифа, подчёркивая их порочный характер.
- По одной версии Диоскуры, которых афиняне называли «покровителями» (анактами), родились от древнейшего (первого) Зевса и Персефоны. Этих тритопатров звали Тритопатрей, Евбулей и Дионисий;
- по другой — сыновья Леды и Зевса третьего Кастор и Полидевк;
- по третьей — сыновья Атрея и внуки Пелопа Алкон, Меламп и Эмол.

### Посмертные мифы
С Диоскурами связаны несколько мифов об их посмертных явлениях людям. Один раз братья под видом путешественников посетили свой родной дом. Хозяин отдал в их распоряжение все комнаты, за исключением одной, где жила его дочь. На следующее утро девушка и путники пропали, а в комнате появились обвитые сильфием статуэтки Кастора и Полидевка.
Братья помогали спартанцам во время второй Мессенской войны. Их гнев против соседей Спарты был вызван святотатством двух мессенянских юношей. Во время праздника в честь Диоскуров они появились в одеждах оных. Лакедемоняне, не разобравшись в ситуации, стали на колени и начали молиться. Лжедиоскуры проскакали сквозь толпу, поразив многих воинов копьями. Духи братьев дважды вмешивались в планы мессенского вождя Аристомена, тем самым сохранив спартанское войско от полного разгрома, а также предотвратив вторжение мессенян.
Участвовали на стороне спартанцев в морской битве при Эгоспотамах, которая завершила Пелопоннесскую войну. В честь своей победы лакедемоняне принесли в жертву храму Аполлона в Дельфах две золотые звезды, символизирующие Кастора и Поллукса. Незадолго до битвы при Левктрах, которая положила конец гегемонии Спарты, звёзды упали и исчезли.
Римляне считали, что им на помощь во время решающего сражения Первой Латинской войны на Регилльском озере пришли лично Кастор и Поллукс.

## Культ

### Почитание Диоскуров

#### Древняя Греция
Диоскуры олицетворяли собой представление о чередовании мира и войны, дня и ночи, рождения и смерти. Атрибутами братьев были утренняя и вечерняя звезда, пурпурная хламида, заострённые шапки-пилосы в виде яичной скорлупы. Греки видели Диоскуров в созвездии Близнецов. Почитались в качестве покровителей путешественников и мореплавателей. По окончании путешествия многие странники считали своим долгом возблагодарить Диоскуров и принести им жертву в их храме. Подобно индусским братьям Ашвинам, Кастора и Полидевка почитали в качестве богов рассвета и сумерек. Во время летнего солнцестояния их было необходимо пригласить за праздничный стол. В их честь, в качестве благодарности за ту или иную победу, устраивали праздничные пиршества теоксении.
К братьям обращались за заступничеством моряки, принося им жертвоприношения на носу корабля, так как верили в их способности посылать попутные ветры, прекращать бури и спасать потерпевших кораблекрушение, которыми наградил братьев за их добродетели Посейдон. Знаком близости Кастора и Полидевка моряки считали феномен, который современному человеку известен под названием огней святого Эльма, разрядов в форме светящихся пучков на верхушках мачт. Связь братьев с морем привела к тому, что их именем называли корабли. В частности, согласно Деяниям святых апостолов, на «Диоскурах» плавал апостол Павел. Через эпоним античные герои Диоскуры попали в Новый Завет.

##### Спарта и Пелопоннес
Особым почитанием братья пользовались в своей предполагаемой родине — Спарте, где оберегали дом, в котором жили Кастор и Полидевк. В этом древнегреческом государстве их почитали в качестве защитников государства и покровителей гимнастики. Однако дань уважения им отдавали и рядом расположенные города и земли. Так, согласно Плутарху, аргивяне приписывали образование своего города Кастору и считали, что тот похоронен именно в их области. Спартанцы в свою очередь приписывали могилу Кастора своему краю, и даже соорудили на её предполагаемом месте святилище Диоскурам.
Сведения о почитании Диоскуров в Элладе содержатся у древнегреческого писателя и географа II века Павсания. На небольшом острове на западе Лаконии, где, согласно несохранившимся стихам Алкмана, родились Кастор и Полидевк, установили две медные статуи. Жители рядом расположенной Мессении считали, что в древности эта местность принадлежала им, в связи с чем приписывали легендарных братьев к своим соотечественникам.
В Спарте их символически изображали в виде двух балок соединённых между собою двумя брусьями. Этот специфичный атрибут спартанского культа Диоскуров называли «докана» (др.-греч. δοκανα).

##### Диоскуриада

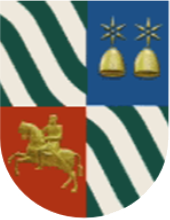
Герб, расположенного на месте античной Диоскуриады, Сухума содержит т. н. «шапки Диоскуров»

Выходцы из Милета, города, в котором культ братьев пользовался особой популярностью, в VI веке до н. э. основали на месте современного Сухума колонию, названную Диоскуриадой. Символом города стал атрибут Кастора и Поллукса шапка-пилос, изображаемый как на античных монетах, так и на средневековой керамике. Шапки Диоскуров стали составной частью гербов абхазской княжеской фамилии Чачба и самого Сухума.

#### Италия и Древний Рим

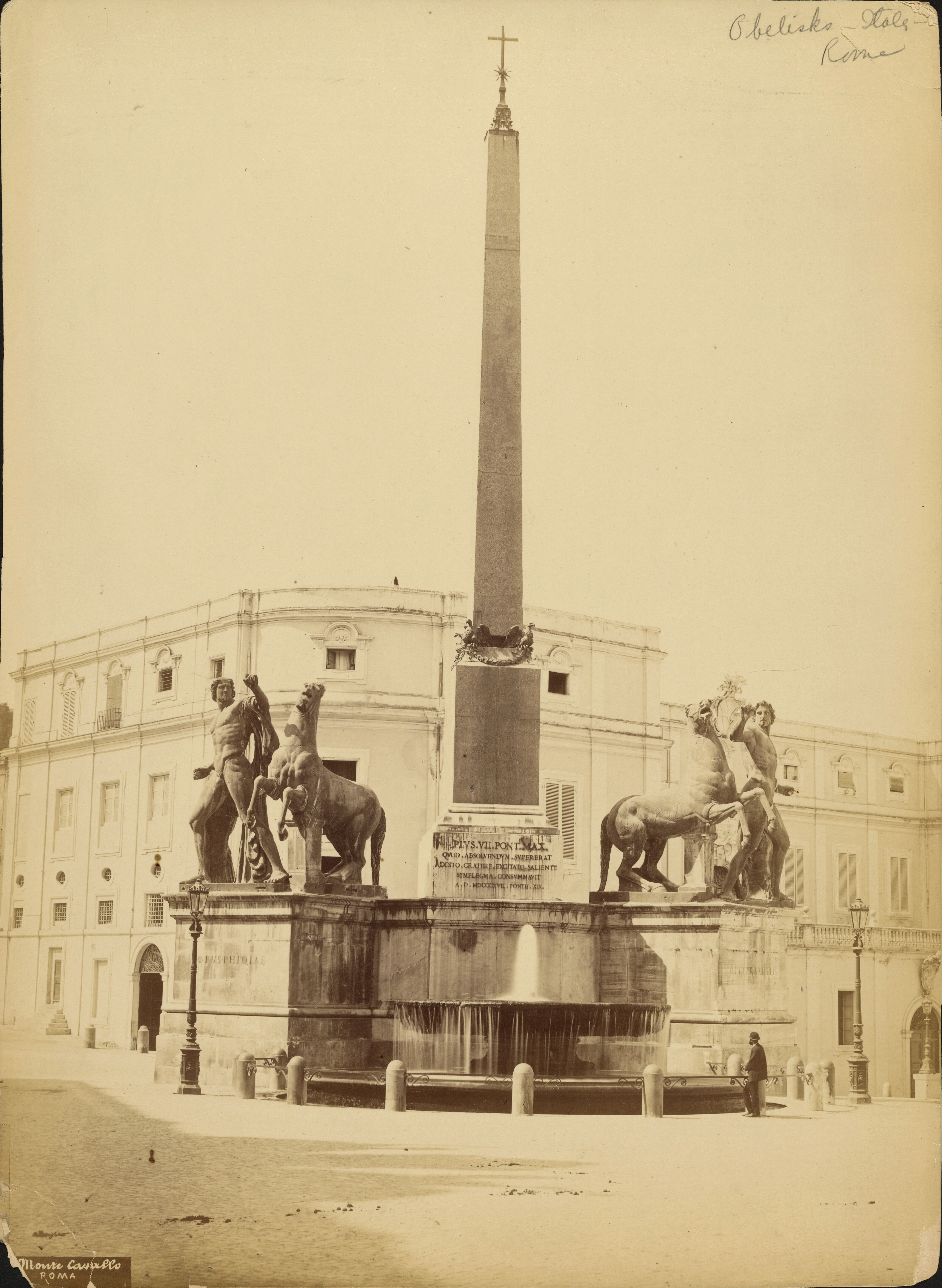
Рим. Фонтан Диоскуров.

На территорию Апеннинского полуострова культ Диоскуров попал из Греции очень рано. Так. посвящённая им, датированная VI веком до н. э., надпись найдена в Лавинии. У этрусков были свои герои — сыновья верховного бога Тинии Кастур и Пултукс. Их часто изображали в шлемах и лавровых венках. Согласно этрусским представлениям они помогали человеку в момент перехода от жизни к смерти. В период правления 3—5-х царей Рима Тулла Гостилия, Анка Марция и Тарквиния Приска соседние побеждённые города покорялись римскому народу по формуле «deditio», передавая не только землю и воду, но и всё «божественное и человеческое». Часть людей переселялись в Рим, куда и привносили свои культы. Для этого периода римской истории характерно резкое увеличение числа почитаемых в городе богов. Среди них были и братья Кастор и Поллукс. Ещё одной особенностью древнеримского общества было объединение его различных слоёв вокруг культа того или иного божества. Диоскуры пользовались наибольшим почитанием среди сословия всадников эквитов, а их культ всегда оставался аристократическим.
Одновременно произошла трансформация функции братьев. Если у греков Кастор и Полидевк являлись покровителями путешественников и мореплавателей, то римляне рассматривали их в первую очередь, как пример воинской доблести.
Их именем назвали две горы в Альпах Кастор и Поллукс. В народе были распространены слоговые аббревиатуры «Edepol», «Edep» или «Pol» (от «E deus Pollux») и «Ecas» («E Castores»). Они обозначали «Клянусь Поллуксом» или «Клянусь Касторами» и завершали торжественные обещания и заверения. В сохранившихся произведениях Плавта таковых насчитывают более 500.

### Храмы

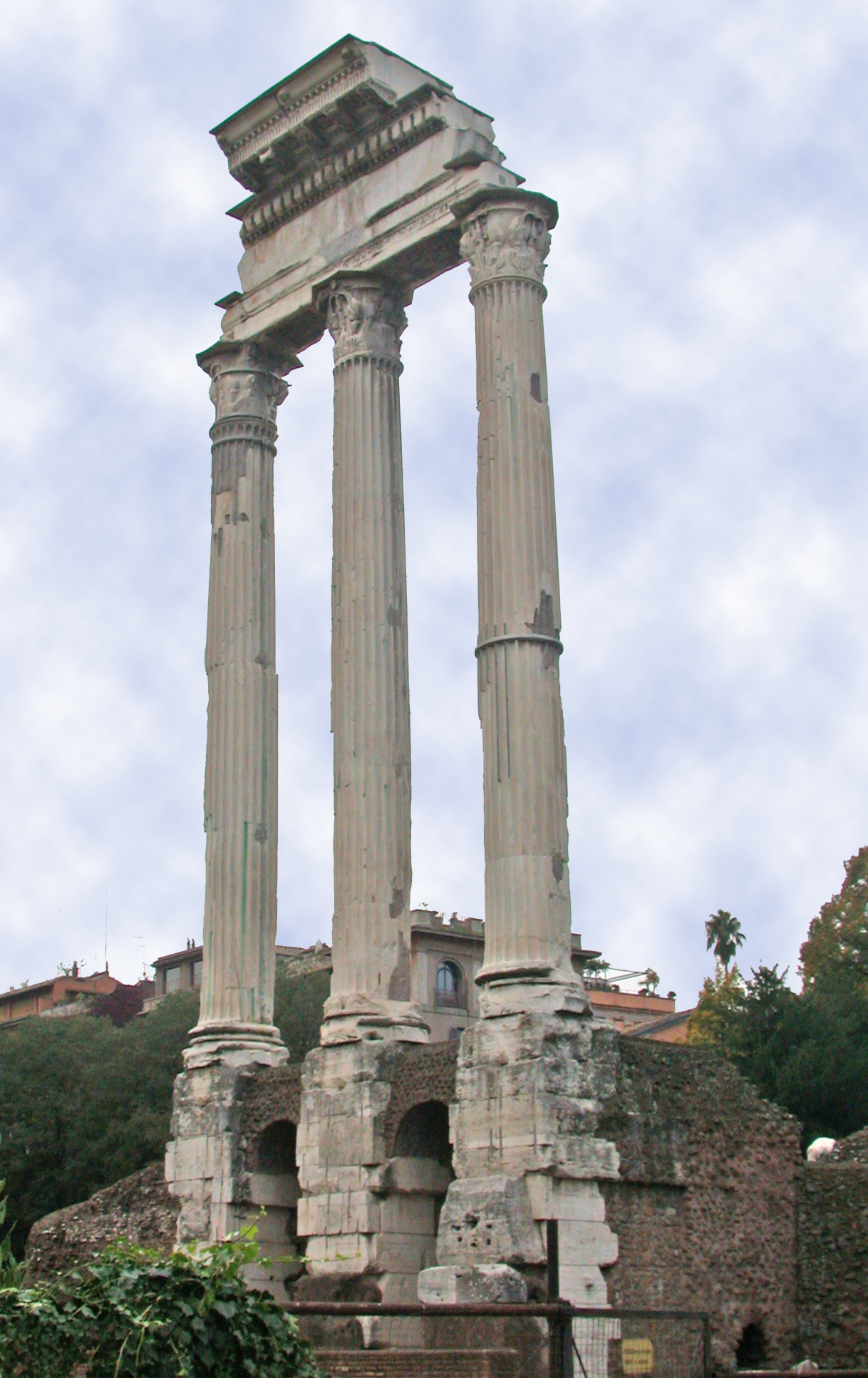
Сохранившиеся колонны храма Диоскуров в Риме

В Древней Греции храмы Диоскурам находились повсеместно, как в родной местности братьев Спарте, так и в Аркадии, Афинах рядом с Акрополем — Анакейон и других областях.
В Риме храм Диоскуров возвели и, согласно преданию, освятили 27 января 484 года до н. э. по заказу сына диктатора Авла Постумия в память о победе над Тарквинием Гордым в битве при Регилльском озере, где мифические братья пришли на помощь римскому народу. Здание поместили в самом центре города на форуме. Впоследствии его дважды перестраивали и обновляли в 117 году до н. э. при Луцие Цецилие Метелле Далматике, а также в I веке н. э. при императоре Тиберии. На сегодняшний день сохранилось три колонны из этого сооружения.

## Диоскуры в трудах ранних христиан. Влияние на христианство
Спартанские мифологические персонажи, в отличие от древнеримских и египетских божеств, у Отцов Церкви не вызывали особо отрицательных эмоций. Христианская критика их щадила. Диоскуры не представляли угрозы новой религии. Им не было посвящено мистерий, их вид не соответствовал «зооморфным» демонам, аморальных мифологических фактов об их жизни в описаниях античных мифографов не было. Тертуллиан несколько раз упоминает братьев Кастора и Полидевка. Он указывает, что они должны быть «удалены с неба», а при перечислениях ложных действий демонов относит к таковым «ложные явления Диоскуров людям». Климент Александрийский приводит строки из Гомера, в которых Кастор и Поллукс представлены сыновьями Тиндарея, доказывая этим, что ничего божественного в них нет, а отнесение одного или двух братьев к сыновьям верховного бога выдумка.
Даже после того, как христианство утвердилось в качестве основной религии на территории Римской империи, культ Диоскуров продолжал существовать. Папа Римский Геласий I (492—496) писал о почитании людьми братьев Касторов. Сохранившиеся роспись на глиняной посуде, резные изображения, на которых двенадцать Апостолов, святого Петра и Лазаря изображают вместе с Диоскурами, свидетельствуют о поглощении их культа христианством. Братьев-близнецов заменяют христианские пары, такие как святые Пётр и Павел, в качестве покровителей путешественников, святые Косма и Дамиан и другие.

## Образ в литературе, искусстве и философии
Сохранилось большое количество изображений Диоскуров на античных вазах, скульптурах, геммах и монетах. В европейской живописи ранее всего их стали рисовать в качестве персонажей круга Зодиака (например у Альбрехта Дюрера). Итальянские живописцы периода Ренессанса разрабатывали сюжет «Леды и лебедя» (Андреа дель Сарто, Леонардо да Винчи, Микеланджело и др.). Несколько позднее художники обратились к сюжетам, связанным с похищением Левкиппид и спасением Елены.
Миф о Диоскурах отображён в оперных либретто XVIII—XIX веков («Кастор и Поллукс» Жан-Филиппа Рамо, Джузеппе Сарти и др.).
Из античных статуй сохранились две колоссальные фигуры Кастора и Поллукса, которые ранее находились перед термами Константина, а ныне составляют часть архитектурного ансамбля фонтана напротив президентского Квиринальского дворца.
К античным братьям героям обращались и поэты Нового времени. Так, у Генриха Гейне в стихотворении «Гроза» шкипер, терпящего кораблекрушение корабля, «руки с мольбою он к небу возносит: / „О, пощади нас, Кастор, воинственный всадник, / И ты, Полидевк, ратоборец кулачный!“». Достаточно оригинально и точно отобразил античные представления о Диоскурах британский политик и поэт Томас Бабингтон Маколей:
Они похожи, как один, Не отличить никак —

В доспехах белых, словно снег,

На белых скакунах.

Но никогда кузнец земной

Доспех тот не ковал,

И никогда воды простой

Конь храбрый не пивал.

И если братьев, идя в бой

Заметишь краем глаза,

То суждено тебе домой

Вернуться, хоть не сразу.

С триумфом и победою

Вернёшься как герой

С богатыми трофеями

И с целой головой.

А если братья-близнецы замечены в морях

Играют бликами они на пенистых волнах,

То никакие волны, бури, шторм

Твоему судну нипочём.
Немецкий философ Артур Шопенгауэр при описании понятий чести и славы обращается к примерам античных братьев-героев. Согласно его утверждению: «Слава и честь — близнецы, но как из Диоскуров Поллукс был бессмертен, а Кастор — смертен, так и слава — бессмертная сестра смертной чести».
Имена Кастор и Поллукс носят антагонисты (и братья) в фильме «Без лица». Это едва ли не единственный случай в культуре, когда имена героев возникают в откровенно негативном контексте.
В японской ролевой игре Persona 3 Персоны Акихико Санады и Синдзиро Арагаки названы Полидевком и Кастором соответственно.

## На монетах

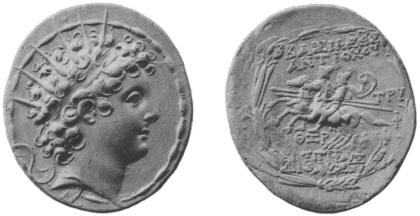
Диоскуры на реверсе монеты государства Селевкидов Антиоха VI

Впервые изображения Диоскуров появились на древнегреческих монетах Мантинеи IV века до н. э. «Классические» Диоскуры в шапках-пилосах и звёздами над головами характерны для денег эпохи эллинизма. Братьев могли помещать на монете без пилосов со звёздами (Триполи), в полный рост (Тарент), на конях в венке или с пальмовой ветвью, в виде борцов, укротителей коней, с копьями в руках стоя в полный рост (Сирос, тетрадрахмах Эвмена II). Наиболее часто Диоскуры появляются в виде всадников с копьями наперевес на монетах, как греческих полисов, так и их колоний в Италии, Селевкидов и Греко-Бактрийского царства.
К нестандартным изображениям связанным с Кастором и Поллуксом являются их атрибуты пилосы со звёздами на монетах Диоскуриады, а также Диоскуры со своей сестрой Еленой на деньгах сицилийской Тиндариды.

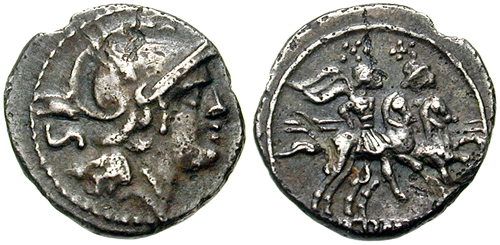
Серебряный сестерций с изображением Диоскуров на реверсе

В Риме изображение братьев-героев стало характерным для семунции, мелкой медной монеты номиналом в 1⁄24 асса. Диоскуров поместили на реверс первых серебряных римских монет — денария, квинария и сестерция, чеканенных после окончания Пирровой войны (280—275 годы до н. э.). Их изображения стали характерными для всех серебряных римских монет вплоть до начала Второй Пунической войны в 218 году до н. э., когда их впервые заменила Диана. Эта богиня, как покровительница Латинского союза, больше подходила на роль символа борьбы римлян против захватчиков в этот крайне тяжёлый период их истории.
Впоследствии в Римской республике сложилась практика, когда чеканка монет находилась в ведении сената, который назначал монетариев, ответственных в свою очередь за технологический процесс выпуска и самостоятельно определявших изображения аверса и реверса. Диоскуров время от времени помещали на серебряные монеты, причём их могли изображать не только в виде всадников, но и стоя в полный рост, коронуемых богиней победы Викторией.
В императорскую эпоху изображения Диоскуров на монетах практически не встречаются. Известны всего три монетных типа с помещёнными на них Кастором и Поллуксом — ауреусы Тацита, Викторина и Констанция I Хлора.